# Los galgos
Los galgos o Greyhounds es una pintura de Amadeo de Souza Cardoso, realizada en 1911.

## Descripción
La pintura es un grabado con unas dimensiones de 100 x 73 centímetros. Es en la colección de la Modern Art Center José de Azeredo Perdigão, en Lisboa.

## Análisis
La pintura muestra un nouveau del arte abstracto, dos galgos y dos liebres, contra un fondo plano.

## Europeana 280
En abril de 2016, la pintura Sopa de los pobres en Arroios fue seleccionada como una de las diez más grandes obras artísticas de Portugal por el proyecto Europeana.